# Johann Gottlieb Kirchner
Johann Gottlieb  Kirchner  (* 1706 in Merseburg; † 1768 in Dresden) war ein deutscher Bildhauer und Porzellanmodelleur.

## Leben
Johann Gottlieb Kirchner war der jüngere Bruder von Johann Christian Kirchner. Über seine Ausbildung ist wenig bekannt. Er kam über Freiberg nach Dresden und arbeitete mit seinem älteren Bruder zusammen. Später ging er nach Meißen und arbeitete von 1727 bis 1737 als Porzellanmodelleur und zeitweise als Modellmeister an der Meißner Porzellanmanufaktur. Die Hofbildhauer Johann Joachim Kändler und Modellmeister Johann Gottlieb Kirchner arbeiteten gemeinsam für die umfangreiche Produktion von Prunk- und Schmuckgeschirr für den Bedarf des Dresdner Hofs, so unter anderen an einem königlichen Großauftrag: Die Einrichtung des „Japanischen Palais“ in Dresden mit Großtierplastiken aus Meißner Porzellan. Die Entwürfe stammten anfangs noch von den Dresdner Bildhauern Balthasar Permoser, Johann Benjamin Thomae und Paul Heermann. Doch später setzten sie ihre eigenen Erfahrungen als Bildhauer in ihren eigenen Entwürfen und Vorlagen um.

## Werke (Auswahl)

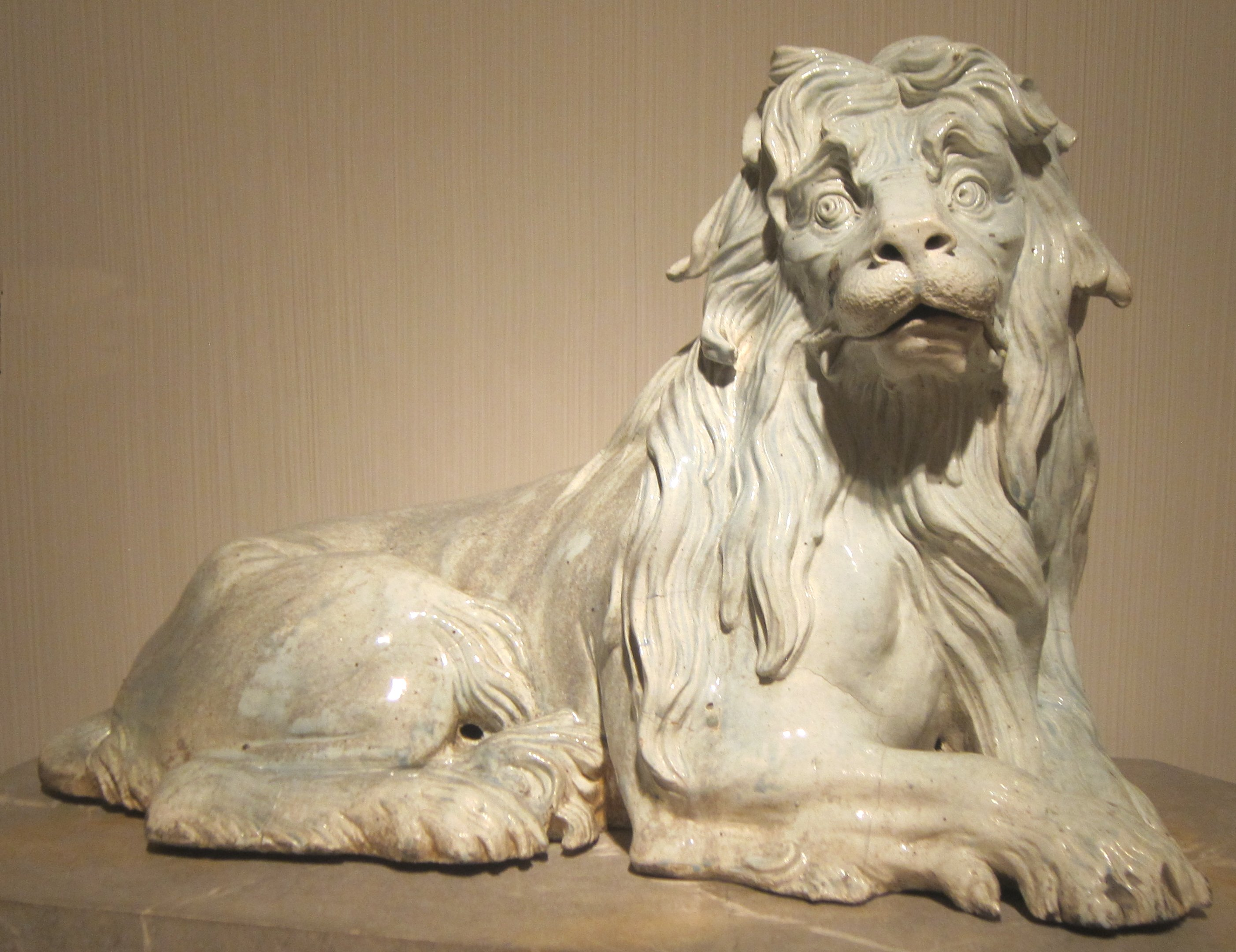
Porzellanfigur Löwin 1732–1735

- 1730: Porzellanfigur Nashorn, weiß, Porzellansammlung Dresden Inventarnummer PE 56[2]
- 1731: Porzellanfigur Elefant, weiß, Porzellansammlung Dresden Inventarnummer PE 55
- 1732: Porzellanfigur Fuchs mit Huhn, weiß, Porzellansammlung Dresden Inventarnummer PE 710
- 1732: Porzellanfigur Madonna auf der Weltkugel, weiß, Porzellansammlung Dresden Inventarnummer PE 244
- 1732: Porzellanfigur Sphinx, weiß mit Bemalung Schmelzfarben und Gold, Porzellansammlung Dresden Inventarnummer PE 1873
- 1733: Porzellanfigur Löwin, weiß, Porzellansammlung Dresden Inventarnummer PE 196